# Усть-База
Усть-База (хак. Паза пилтірі) — аал на равнинной части Аскизского района Хакасии, у впадения реки База в реку Аскиз.
Расстояние до райцентра — села Аскиз — 7,5 км, до ближайшей железнодорожной станции Аскиз — 5 км.
Число хозяйств — 44. Население по состоянию на 1 января 2004 года — 136 человек. Большая часть жителей — хакасы.

## Население
| 2002 | 2010 |
| ---- | ---- |
| 123  | ↘122 |